# Maggie Teyte
Dame Maggie Teyte, pseudonimo di Margaret Tate (Wolverhampton, 17 aprile 1888 – 26 maggio 1976), è stata un soprano britannico.

## Biografia
Nata a Wolverhampton nel 1888, si trasferì a Londra con la famiglia a dieci anni e studiò alla Royal School of Music. Alla morte del padre nel 1903, si trasferì a Parigi per studiare con il tenore Jean de Reszke. Esordì a Parigi nel 1906 come Cherubino ne Le nozze di Figaro e Zerlina in Don Giovanni, entrambi diretti da Reynaldo Hahn. Nel 1907 cantò al Grand Théâtre de Monte Carlo come Tyrcis in Myriame et Daphné e Zerlina.
Successivamente fece il suo debutto all'Opéra-Comique dove, dopo aver cantato in piccoli ruoli, nel 1908 rimpiazzò Mary Garden come Mélisande nel Pelléas et Mélisande su richiesta dello stesso Debussy. Nel 1910 Thomas Beecham la volle nella sua stagione londinese, dove cantò come Cherubino, Mélisande e Blonde ne Il ratto dal serraglio. Nel 1911 si trasferì negli Stati Uniti, dove cantò per la Chicago Grand Opera Company fino al 1914 e poi con la Boston Opera Company dal 1914 al 1917, ottenendo particolari successi per le sue Mimì e Nedda. Nel 1918 interpretò l'eponima protagonista nella prima assoluta dell'opera Bianca di Henry Kimball Hadley a Manhattan. Nel 1919 tornò nel Regno Unito ed interpretò Lady Mary Carlisle nella prima dell'operetta Monsieur Beaucaire di André Messager, in scena al Prince's Theatre di Londra. Nel 1921 convolò a seconde nozze con il multimilionario canadese Walter Sherwin Cottingham; si ritirò quindi dalle scene fino al 1930, quando fece il suo debutto nel ruolo di Cio-Cio-San in Madama Butterfly.
Dopo essersi esibita nei music hall per qualche anno, nel 1936 ottenne l'attenzione di pubblico e critica per le sue incisioni delle canzoni di Debussy, accompagnata da Alfred Cortot al piano. Si affermò quindi come una delle più apprezzate interpreti di canzoni d'arte francesi nel mondo anglosassone. Nella stagione 1936/37 cantò alla Royal Opera House come Cio-Cio-San, Euridice nell'Orfeo ed Euridice e in Hansel et Gretel. Negli anni tra le due guerre cantò anche in musical ed operette, mentre nel 1948 fu nel Pelléas con la New York City Opera. Diede il suo addio alle scene nel 1951 come Belinda in Didone ed Enea al Mermaid Theatre di Londra, mentre il 22 aprile 1956 cantò per l'ultima volta in un concerto, alla Royal Festival Hall.
Morì a Londra nel 1976 all'età di 88 anni.